# Battaglia di Lenzen
La battaglia di Lenzen fu una battaglia di terra tra un esercito sassone del regno dei Franchi Orientali e gli eserciti dei popoli slavi Redari e Linoni, che ebbe luogo il 4 settembre 929 vicino alla roccaforte dei Linoni di Lenzen nel Brandeburgo, in Germania. L'esercito sassone, comandato dal grande sassone Bernardo, distrusse un esercito slavo di Redari. Questo segnò il fallimento dei tentativi slavi di resistere all'espansionismo del re Enrico l'Uccellatore sull'Elba.
I Sassoni stavano assediando Lenzen, una fortezza slava, dal 30 agosto. Il 3 settembre gli esploratori a cavallo avvisarono Bernardo della presenza di un esercito di Redari nelle vicinanze venuto a soccorso della fortezza. Il giorno dopo, i fanti Redari si schierarono in formazione di fronte ai Sassoni, che fecero la stessa cosa.
La cavalleria di Bernardo finse di ritirarsi per attirare i Redari, che non avevano unità di cavalleria, ma il terreno bagnato a causa della pioggia battente impediva manovre efficaci. I Sassoni lanciarono assalti di fanteria, con pesanti perdite per entrambe le parti nel combattimento prolungato che andò avanti per il resto della giornata. Alla fine, la cavalleria sassone al comando del conte Tietmaro di Merseburgo fu in grado di aggirare la formazione dei Redari e di caricarli, sbaragliandoli. I Sassoni si diedero all'inseguimento per distruggere completamente i loro avversari, massacrando in massa i Redari in fuga. La guarnigione di Lenzen si arrese la mattina successiva.
La vittoria tedesca a Lenzen fu totale, con la conseguente soppressione della resistenza slava al dominio tedesco lungo l'Elba per il resto del regno di Enrico.
Le fonti antiche per la battaglia includono le Res gestae Saxonicae di Vitichindo di Corvey e il Chronicon di Tietmaro di Merseburgo.

## Antefatti
Nell'inverno del 928, Enrico I marciò contro le tribù slave degli Evelli, con l'intento di impadronirsi della loro capitale Brandeburgo, situata lungo l'Havel. Gli Evelli erano alleati dei Boemi, che a loro volta avevano consentito l'accesso militare attraverso il loro territorio ai Magiari quando questi avevano lanciato incursioni fallimentari sui ducati tedeschi di Turingia e Sassonia nel 924. La conquista degli Evelli faceva parte di un più ampio campagna contro la Boemia da parte di Enrico. A livello strategico, la campagna orientale di Enrico fu progettata per costruire un sistema difensivo di fortezze a est per fermare ulteriori incursioni nel regno. Gli Evelli furono logorati in numerosi piccoli scontri, dopo i quali Enrico assediò e conquistò Brandeburgo d'assalto.
Invase poi le terre di Dalaminzi Glomacze sul medio fiume Elba, conquistando la capitale Gana dopo un assedio, sterminando la guarnigione e distribuendo le donne e i bambini come schiavi ai suoi soldati. Nel 929, quando Arnolfo di Baviera invase la Boemia da sud, Enrico invase la Boemia da nord e marciò su Praga. L'apparizione dell'intero esercito reale di 15 000 uomini a maggio fece sì che il duca Venceslao I rinunciasse e riprendesse il pagamento annuale del tributo al re.
Per rafforzare le loro conquiste, i Franchi Orientali costruirono rapidamente un vasto sistema di fortificazioni tra la Saale e l'Elba, compresa una fortezza a Meissen, trovando solo una scarsa resistenza da parte dei Sorbi. Invece, quando Enrico I tentò di imporre tributi ai Veleti, si scatenò una guerra.Alla fine di luglio o all'inizio di agosto del 929 i Redari, un tributario tedesco e un sottogruppo dei Veleti del nord, si ribellarono e catturarono con un assalto la fortezza tedesca di Walsleben, strategicamente importante, massacrando la guarnigione e la popolazione civile.
Il successo dei Redari convinse altri popoli slavi tra i fiumi Elba e Oder a ribellarsi, minacciando sia il pagamento dei tributi imposto da Enrico agli Slavi, sia le fortificazioni con cui i tedeschi dominavano la regione.

## Preludio
In risposta alla cattura di Walsleben, Enrico seguì la prassi consolidata decidendo di impadronirsi di una fortificazione in territorio nemico per rafforzare la propria posizione. Enrico aveva accesso a informazioni militari sul numero di fortificazioni (civitate) possedute da ogni tribù slava sulla frontiera orientale della Germania. La roccaforte di Lenzen sulla sponda orientale dell'Elba era un'importante base operativa per gli slavi, che facilitava i loro attacchi alla Sassonia attraverso l'Elba. Enrico ordinò la mobilitazione di un esercito di spedizione di Sassoni sotto il comando del magnate sassone, il conte Bernardo, che era anche responsabile del mantenimento delle relazioni con i Redari.
Il conte Tietmaro servì come collega e comandante di cavalleria di Bernardo. A loro si unirono altri conti e nobili, ciascuno con le proprie truppe di cavalleria e fanti addestrate. La maggior parte dell'esercito sassone era costituita da una leva selezionata, il cui equipaggiamento e addestramento erano adatti a combattere in una formazione di fanteria.
Una volta mobilitato, l'esercito sassone marciò su Lenzen alla fine di agosto e, dopo essere arrivato alla fortezza il 30 agosto, seguì la tradizione romana di Vegezio stabilendo un accampamento fortificato e stabilendo guardie ed inviò infine dei cavalieri a ricognizione. I Sassoni si prepararono per un lungo assedio, con consistenti rifornimenti, comprese le tende.
Il 3 settembre, gli esploratori di Bernardo lo avvisarono della presenza nelle vicinanze di una grande forza slava, che stava progettando di lanciare un attacco notturno contro i Sassoni. Dopo un'ulteriore ricognizione della forza slava per confermare l'accuratezza del rapporto iniziale, quella notte Bernardo allertò il suo campo per prepararsi all'atteso attacco slavo. I sassoni vigilarono per tutta la notte sotto la pioggia battente, pregando e giurando fedeltà al proprio comandante.

## Battaglia
Il 4 settembre i Redari si schierarono in una formazione di fanteria, di fronte al campo sassone. Bernardo formò la propria formazione, ma non attaccò immediatamente, tentando invece una finta ritirata con i suoi cavalieri per attirare i Redari. Tuttavia, il terreno era troppo bagnato e la manovra fallì. Bernardo quindi lanciò attacchi di fanteria sulla formazione dei Redari, che resistette con successo. La cavalleria sassone era tenuta di riserva sotto il comando del conte Tietmaro, proteggendo i fianchi dell'esercito da una sortita della guarnigione di Lenzen o da un'inaspettata forza slava. I combattimenti continuarono per tutto il giorno, con gravi perdite per entrambe le parti.
Alla fine, la cavalleria sassone di Tietmaro fu in grado di aggirare e caricare i Redari, rompendo la loro formazione usando cinquanta Geharnischte (probabilmente cavalieri corazzati). Gli slavi furono presi dal panico, ruppero i ranghi e fuggirono. La fase più letale della battaglia seguì per i Redari in fuga, con la cavalleria sassone che li abbatté in massa nei campi o li spinse in un lago vicino e li fece annegare; gli slavi che tentarono di fuggire entrando nella fortezza furono intercettati ed annientati dai vincitori.

## Conseguenze
L'esercito slavo fu completamente annientato ed i Sassoni celebrarono la loro vittoria più tardi quel giorno nel campo. La mattina dopo, la guarnigione di Lenzen e il suo rex consegnarono la fortezza ed il castello venne saccheggiato e i suoi abitanti ridotti in schiavitù e Bernardo e Tietmaro tornarono in patria con ottocento prigionieri; essi furono quindi gloriosamente accolti dal re, il quale fece decapitare tutti i prigionieri. La mancanza di cavalleria da parte dei Redari fu un fattore importante nella loro sconfitta, non fornendo loro alcuna protezione efficace sul fianco o capacità di minacciare a loro volta i fianchi della fanteria sassone. La fanteria di leva sassone mostrò la sua efficacia di combattimento in una battaglia campale, non solo negli assedi, mantenendo la formazione durante i pesanti combattimenti.
La vittoria tedesca a Lenzen fu totale, e per il resto del regno di Enrico non ci fu alcuna seria resistenza slava contro il dominio tedesco lungo l'Elba. Dopo la battaglia, i Lusaziani e gli Ukrani sul basso Oder furono sottomessi e resi tributari rispettivamente nel 932 e nel 934. Gli Ukrani, tuttavia, continuarono i loro attacchi alla marca del Nord, fino alla loro sconfitta nel 954 da parte di Gero, margravio dell'omonima marca.
Vitichindo e Tietmaro di Merseburg scrissero entrambi della battaglia, con Tietmaro che perse due bisnonni, entrambi di nome Lotario  (uno il conte di Walbeck, l'altro il conte di Stade), nella battaglia.